# Puntate di Principesse al verde (prima stagione)
La prima stagione di Principesse al verde è andata in onda negli Stati Uniti su VH1 dal 9 giugno al 26 luglio 2010. In Italia è andata in onda su iLIKE.TV dal 23 luglio 2012 al 10 settembre 2012.
| nº | Titolo originale             | Titolo italiano              | Prima TV USA   | Prima TV Italia   |
| -- | ---------------------------- | ---------------------------- | -------------- | ----------------- |
| 1  | Surprise... You're Cut Off!  | Surprise... You're Cut Off!  | 9 giugno 2010  | 23 luglio 2012    |
| 2  | Princess Cleaning Services   | Princess Cleaning Services   | 16 giugno 2010 | 30 luglio 2012    |
| 3  | Dress for Less               | Dress for Less               | 23 giugno 2010 | 6 agosto 2012     |
| 4  | She Works Hard for the Money | She Works Hard for the Money | 28 giugno 2010 | 13 agosto 2012    |
| 5  | Inner Beauty                 | Inner Beauty                 | 5 luglio 2010  | 20 agosto 2012    |
| 6  | Fun on a Budget              | Fun on a Budget              | 12 luglio 2010 | 27 agosto 2012    |
| 7  | Giving Back                  | Giving Back                  | 19 luglio 2010 | 3 settembre 2012  |
| 8  | Graduation Day               | Graduation Day               | 26 luglio 2010 | 10 settembre 2012 |